# 師匠の女将さん いじりいじられ
『師匠の女将さん いじりいじられ』（ししょうのおかみさん いじりいじられ）は、2018年に制作されたR18+指定の日本映画。監督は工藤雅典。同年12月21日から27日まで上野オークラ劇場と横浜光音座２で初公開。関西では、2019年2月8日から14日まで京都・本町館で初公開。甲信越では、2019年3月2日から3月8日まで甲府・甲南劇場、そして中国地方では、2019年3月21日から3月29日まで広島・横川有楽座で初公開。2020年4月3日にDVDリリース。（発売：大蔵映画、販売：スターボード）

## ストーリー
健一は、かつて寄席で人気だった漫才トリオの元リーダー。ネタ作りの才能はあったが、トリオは解散して恋人の那美とも別れた。芸人の道を諦め、荒んだ気分で清掃スタッフとして働いていたある日のこと、職場で社長から新入りの和代を紹介される。未亡人である和代の美貌と人柄に、健一は心惹かれるが、彼女には静香という訳ありの娘がいた。更に驚いたことに、和代の亡夫こそは、健一が憧れていた芸人の並木貫太郎だと云うのだ。ほどなく和代と親密な関係になってしまった健一は、久しぶりに会った構成作家の田所から、祐介と那美のコンビのために台本を書くよう依頼される。それは別れた那美の画策によるものだった――。

## キャスト
- 並木和代 - 並木塔子：有名なお笑い芸人の並木貫太郎に先立たれた後妻。静香の事は大切に思っている。
- 鈴音那美 - 水川スミレ：祐介の相方になって同棲しているが、別れた健一とヨリを戻そうとする。
- 並木静香 - 生田みく：和代の娘だが、元々は貫太郎の連れ子。ニンフォマニアであり、健一にも色目を使う。
- 相原健一 - 安藤ヒロキオ：お笑いから離れて清掃会社で働いていたが、和代と静香の協力で再び台本を書き始める。
- 野間祐介 - 折笠慎也：那美とコンビを組んだものの、ネタに恵まれず焦っている。
- 田所はじめ - 小滝正大：お調子者の構成作家で、祐介と那美の台本を担当している。
- 店員 - 酒井あずさ：健一がよく通う安居酒屋の女。店の悪口を言う客は容赦しない。
- 社長 - 飯島大介：健一の勤め先の老社長。和代にセクハラはするが、思いやりのある一面も見せる。
- 中年サラリーマン - 古本恭一：暗がりに静香と一緒に居たところ、通りかかった健一に追い払われる。

## スタッフ
- 監督：工藤雅典[5]
- 脚本：工藤雅典、橘満八
- 編集：工藤雅典
- 撮影：井上明夫、村石直人
- 照明：小川満
- 録音：大塚学、武田太郎
- 音楽：たつのすけ
- 整音：Pink-Noise
- VFXスーパーバイザー：竹内英孝
- 撮影助手：森田義勇、安藤昇児、丹野美穂
- ポスター：MAYA
- スチール：伊藤太、KIMIKO
- 助監督：永井卓爾
- 演出部応援：山梨太郎
- 制作応援：小林康雄
- 協力：ネクスト･ワン、KOMOTO DUCT
- 製作：フリーク・アウト
- 配給：オーピー映画